# ミストラル

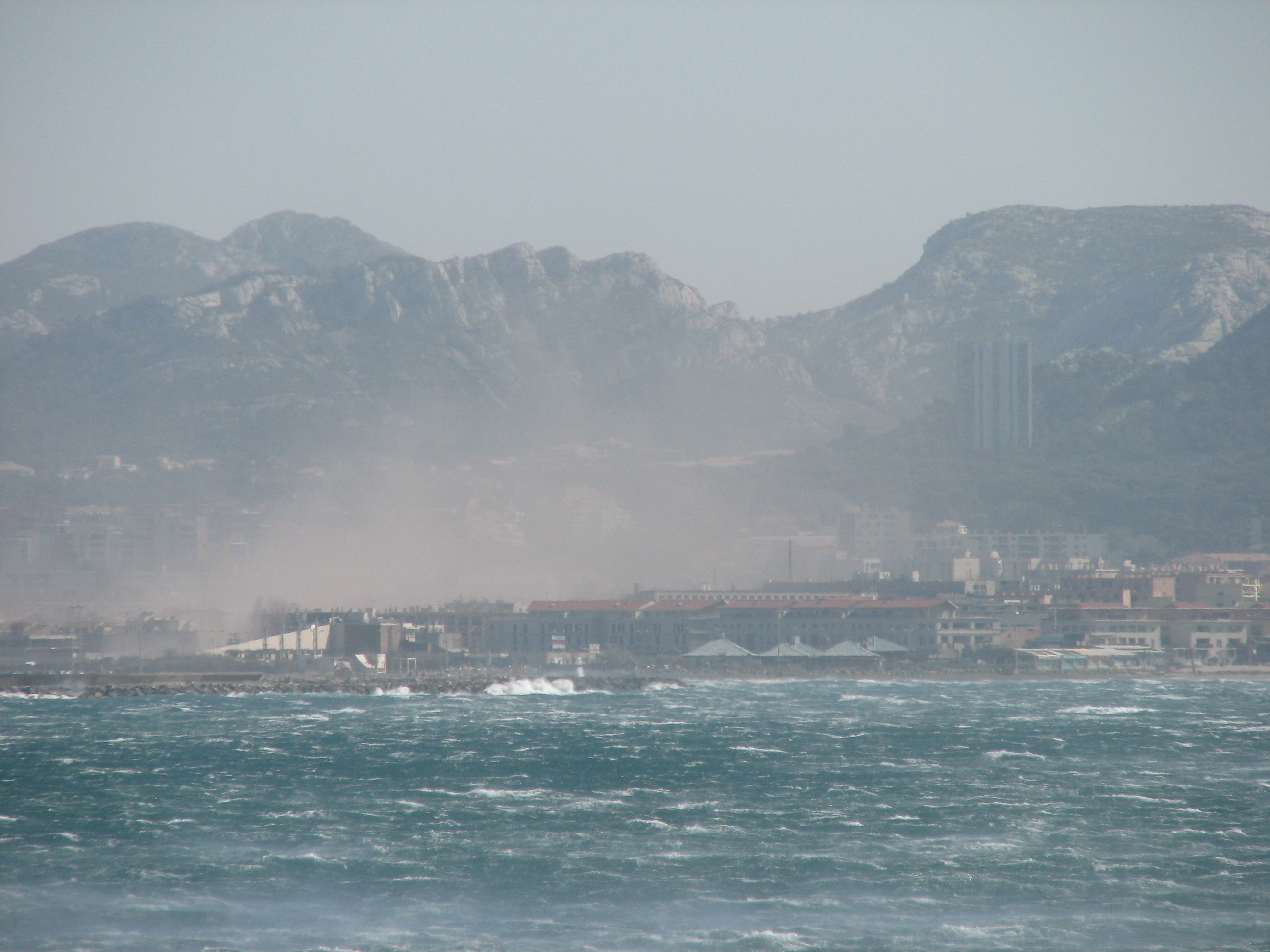
マルセイユで発生したミストラルによる嵐

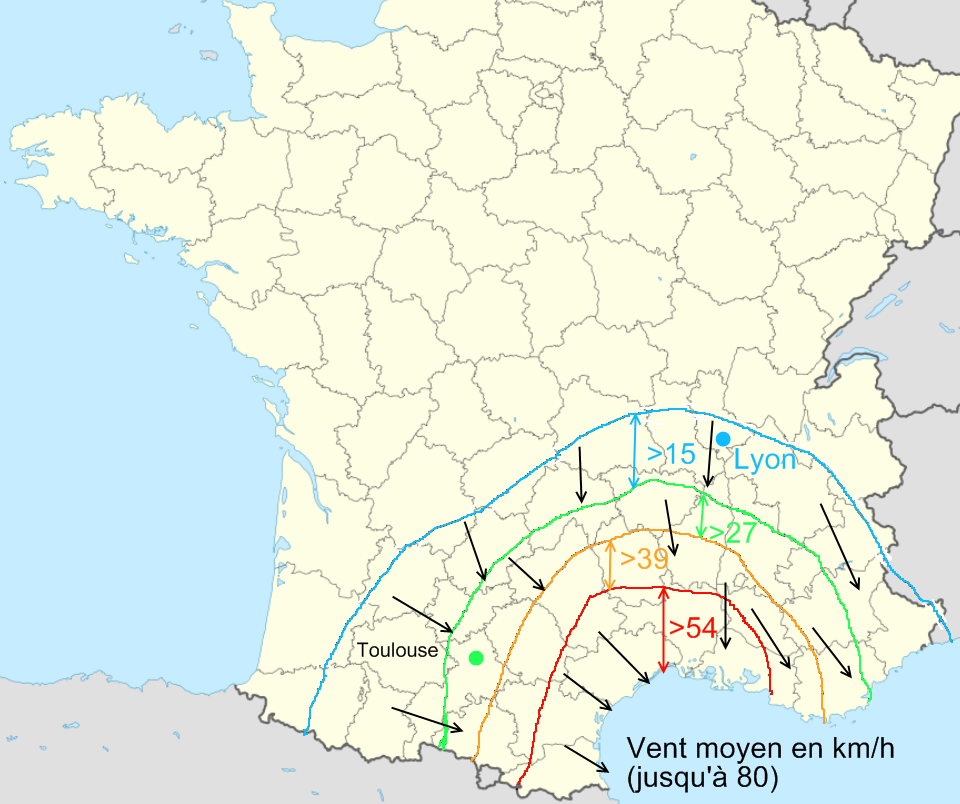
2008年11月13日に発生したミストラルの風向きと風速を表した地図

ミストラル (フランス語: mistral) は、フランス南東部に吹く局地風。アルプス山脈とセヴェンヌ山脈に挟まれたローヌ河谷やデュランス川流域においてベンチュリ効果などにより風速を増し、カマルグ周辺の地中海に吹き降ろす、寒冷で乾燥した北風である。ラングドック北東部平野からプロヴァンス、トゥーロン東部の間に影響を及ぼす風もミストラルであるが、強い西風と感じられる。この風はフランスの地中海沿岸全般に影響を与えており、しばしばコルス島とバレアレス諸島の間の地中海に突然嵐を引き起こす。
ミストラルとは南フランスのプロヴァンサル語から由来しており、「見事な」を意味する。また、隣接地域のイタリア北西部で吹く同じ風は、イタリア語でマエストラーレ(maestrale) と呼ぶ。
羅針方位（32方位）では、北西を表す。
ミストラルは常にからりと晴れた新鮮な空気をもたらすので、プロヴァンスの気候をつくる重要な役割を担っている。特にローヌ河谷において、ミストラルは時速90キロメートルの速さに達する。日中の平均速度は時速50キロメートルに達し、夜間に著しく沈静化する。ミストラルは通常冬から春にかけて吹くが、すべての季節に発生する。時には丸一日から丸二日続き、数日間続くことも頻繁にあり、一週間以上続くこともある。
画家のフィンセント・ファン・ゴッホはその手紙において、アルルに住んだ晩年、ミストラルがあまりにも激しくてイーゼルに架けたままでは風にばたばたと煽られて絵が描けないと嘆いている。